# 阿奴沏·薩潘彭
阿奴沏·萨潘彭（羅馬化：Anuchyd Sapanphong），昵称Oh，是泰国的一位舞者、歌手及演员。

## 簡歷
阿奴沏·萨潘彭是北欖聖母升天學校、泰國商會大學大众传播系毕业。他最初擔任舞者，指导過多位歌手。曾參加选秀比赛，其後因帮可口可乐拍广告而獲得知名度。
他參與演出的第一部电影《湄公河满月祭》被誉为泰国电影新浪潮之作，獲得泰国电影「金娃娃奖」等十二个奖项，他也被提名為最佳男主角。其後拍攝电影《最后的木琴师》。另外在电影《春之雪》（妻夫木聪与竹内结子主演）中也有客串演出。
他的作品也在中国播出，包括2009年播出的泰剧《明天依然爱你》（扮演皮拉维）、2011年在安徽卫视的播出的《爱在路上》（饰演阿唐），頗受歡迎。